# Linia kolejowa Janisjarwi – Łodiejnoje Pole
Linia kolejowa Janisjarwi – Łodiejnoje Pole – linia kolejowa w Rosji łącząca stację Janisjarwi ze stacją Łodiejnoje Pole.
Linia zarządzana jest przez region wołchowstrojewski, z wyjątkiem stacji Janisjarwi, zarządzanej przez region pietrozawodzki. Oba regiony wchodzą w skład Kolei Październikowej (części Kolei Rosyjskich).
Linia położona jest w Republice Karelii i w obwodzie leningradzkim. Biegnie północnym wybrzeżem jeziora Ładoga. Na całej długości jest niezelektryfikowana i jednotorowa.
Jest to jedna z nielicznych linii w Rosji, na których ruch regulowany jest zabytkowym systemem prętowym. Tereny przez które przebiega mają walory turystyczne.

## Historia
Linia w większości została zbudowana w czasach, gdy tereny te należały do Finlandii. Początkiem lat 20. XX w. zbudowano linię z Janisjarwi (Jänisjärvi) do Charłu (Harlu). W 1925 przedłużono ją do Laskieli (Läskelä), a w 1930 do Ila-Uuksu (Ylä-Uuksu). W 1943 na okupowanych terenach ZSRR Finowie zbudowali przedłużenie linii do Ołońca i Miegriegi. Rozbudowa ta miała przede wszystkim znaczenie militarne.
Ołoniec, z pominięciem stacji Miegriega, zyskał połączenie z Łodiejnojim Polem w 1972.
Była to jedna z ostatnich linii w Rosji, po której składy prowadzone były przez parowozy - w ruchu pasażerskim do 1986, a w towarowym do początku lat 90. XX w.
Linia początkowo leżała w Finlandii, następnie w Związku Sowieckim. Od 1991 znajduje się w granicach Rosji.